# Giuseppe Formaggio
Giuseppe Formaggio (fl. XX secolo) è stato un calciatore italiano, di ruolo difensore.

## Carriera
Dopo aver militato nei Vercellesi Erranti fino al 1926, debutta in massima serie con la Pro Vercelli nel 1928-1929, disputando 4 gare.